# Fürfeld
Fürfeld é um município da Alemanha localizado no distrito (Kreis ou Landkreis) de Bad Kreuznach, na associação municipal de Verbandsgemeinde , no estado da Renânia-Palatinado.